# Politóp
Az elemi geometriában a politóp lapos oldalakkal rendelkező mértani objektum, ami bármilyen dimenziószám esetén létezhet. A sokszög (poligon) a kétdimenziós politóp neve, a poliéder a háromdimenziósé és így tovább. Léteznek az elvnek további általánosításai, mint a határtalan politópok (apeirotópok és csempézések) vagy az absztrakt politópok.
Az n dimenziós általánosításokat n-politópnak szokás nevezni. Például a sokszög a 2-politóp, a poliéder a 3-politóp.
A politóp kifejezést a német nyelven alkotó matematikus Hoppe alkotta meg, az angol nyelvbe Alicia Boole Stott, George Boole lánya révén került.
A konvex politópok fogalma önmagával duális. Tekinthetők egy ponthalmaz konvex burkának, vagy félterek metszetének. Ebbe az általános definícióba a korlátos politópokon kívül még beletartoznak például az alterek, a két párhuzamos altér által határolt térrészek, a szögtartományok, és a térszögletek. Az operációkutatásban a konvex politópokat lineáris egyenlőtlenség-rendszer megoldáshalmazaként adják meg.